# Felipe Rincón
Álvaro Alfonso Serpa (Colombia siglo XX- 2008), fue un guerrillero colombiano, miembro de la guerrilla de las Fuerzas Armadas Revolucionarias de Colombia - Ejército del Pueblo (FARC-EP).

## Biografía
Fue ideólogo de las FARC-EP y participó en el 'comité temático' de los diálogos de paz de las FARC-EP con el gobierno del presidente colombiano Andrés Pastrana entre los años de 1998 y 2002, entre las cuales realizó una gira por Europa junto a los jefes guerrilleros Raúl Reyes y Simón Trinidad. Fue miembros de la comandancia del Bloque Central de las FARC-EP, comandaba las milicias Bolivarianas que operaban en Bogotá, hacia parte del Estado Mayor Conjunto de las FARC-EP y fue vocero para temas del llamado 'Acuerdo humanitario'.

### Vocero para el Acuerdo humanitario
El 6 de febrero de 2004, el Secretariado de las FARC-EP nombra negociadores en representación de las FARC-EP a Rincón junto a Fabián Ramírez y Carlos Antonio Lozada para acordar las condiciones de liberación de secuestrados con el gobierno del presidente Álvaro Uribe.

## Muerte
Rincón murió el 29 de octubre de 2008 en una operación conjunta del Ejército Nacional de Colombia y la Fuerza Aérea Colombiana (FAC) en su contra. La operación fue llevada a cabo por la Fuerza de Tarea Conjunta Omega. murió junto con cinco guerrilleros en un ataque por tierra y aire a su campamento cerca a la población de San Juan de Losada, en zona selvática entre los departamentos de Meta y Caquetá.